# Islas de la Reina Isabel
Las islas de la Reina Isabel (en inglés Queen Elizabeth Islands; en francés Îles de la Reine-Élisabeth; anteriormente conocidas como islas Parry o archipiélago de Parry) son el grupo de islas más septentrional del archipiélago ártico canadiense. Administrativamente, el archipiélago pertenece en su mayor parte al territorio de Nunavut, aunque algunas islas también pertenecen a los Territorios del Noroeste. El número de islas mayores es de 34 y hay 2092 islas menores.
La isla de Ellesmere es la mayor del archipiélago y ocupa el 10.º lugar del mundo. Otras islas importantes son la isla Amund Ringnes, isla Axel Heiberg, Isla de Bathurst, isla Borden, isla Cornwall, isla Cornwallis, isla Devon, isla Eglinton, isla Ellef Ringnes, isla Mackenzie King, isla Melville y la Isla del Príncipe Patrick. 
La superficie total de las islas supone un área de 419.061 km². El archipiélago recibió el nombre en honor a Isabel II, con motivo de su coronación como Reina de Canadá en 1953. La mayoría se encuentran deshabitadas, siendo su industria principal la extracción de petróleo. Los mayores municipios son las aldeas de Resolute, en la isla Cornwallis, y de Grise Fiord, en la isla de Ellesmere. 
Las islas fueron descubiertas por los europeos en 1616, pero no fueron completamente exploradas y cartografiadas hasta las expediciones británicas y noruegas del siglo XIX. La mayoría de ellas fueron exploradas por William Parry, de cuyo nombre deriva la denominación original.

## Islas de la Reina Isabel
Se recogen a continuación, en forma de tabla, las principales islas del grupo. Se puede ordenar según todas las columnas de la tabla sin más que clickar en las flechas que aparecen en la primera fila.
| Ranking |         |       |                           |                                    |            |                |                  |                         |         |
| Mundo   | Canadá  | Grupo | Nombre de la isla         | Provincia (o territorio)           | Área (km²) | Perímetro (km) | Población (2001) | Punto más elevado       | Altitud |
| 010     | CAN-03  | 01    | Isla de Ellesmere         | Nunavut                            | 196 236    | 10 748         | 168              | Pico Barbeau            | 2616    |
| 027     | CAN-06  | 02    | Isla Devon                | Nunavut                            | 55 247     | 3589           | 0                | Campo de hielo Devon    | 1920    |
| 032     | CAN-07  | 03    | Isla Axel Heiberg         | Nunavut                            | 43 178     | 3061           | 0                | Outlook Peak            | 2210    |
| 033     | CAN-08  | 04    | Isla Melville             | Territorios del Noroeste · Nunavut | 42 149     | 3107           | 0                | Punto innombrado        | 776     |
| 054     | CAN-13  | 05    | Isla de Bathurst          | Nunavut                            | 16 042     | 2069           | 0                | Montañas Stokes         | 412     |
| 055     | CAN-14  | 06    | Isla del Príncipe Patrick | Territorios del Noroeste           | 15 848     | 1672           | 0                | Punto innombrado        | 279     |
| 069     | CAN-16  | 07    | Isla Ellef Ringnes        | Nunavut                            | 11 295     | 1 027          | 0                | Isachsen Dome           | 260     |
| 096     | CAN-21  | 08    | Isla Cornwallis           | Nunavut                            | 6995       | 636            | 215              | Punto innombrado        | 359     |
| 111     | CAN-25  | 09    | Isla Amund Ringnes        | Nunavut                            | 5255       | 500            | 0                | Punto innombrado        | 265     |
| 115     | CAN-26  | 10    | Isla Mackenzie King       | Territorios del Noroeste · Nunavut | 5 048      | 444            | 0                | Leffingwell Crags       | 500     |
| 171     | CAN-30  | 11    | Isla Borden               | Territorios del Noroeste · Nunavut | 2794       | 418            | 0                | Punto innombrado        | 150     |
| 185     | CAN-33  | 12    | Isla Cornwall             | Nunavut                            | 2258       | 311            | 0                | McLeod Head             | 400     |
| 249     | CAN-38  | 13    | Isla Eglinton             | Territorios del Noroeste           | 1541       | 227            | 0                | Punto innombrado        | 210     |
| 265     | CAN-40  | 14    | Isla Graham (Nunavut)     | Nunavut                            | 1378       | 171            | 0                |                         | 175     |
| 273     | CAN-43  | 15    | Isla Lougheed             | Nunavut                            | 1308       | 243            | 0                | Punto innombrado        | 126     |
| 294     | CAN-44  | 16    | Isla Byam Martin          | Nunavut                            | 1150       | 145            | 0                | Punto innombrado        | 153     |
| 298     | CAN-46  | 17    | Isla Vanier               | Nunavut                            | 1126       | 169            | 0                | Cordillera Adam         | 220     |
| 311     | CAN-48  | 18    | Isla Cameron              | Nunavut                            | 1059       | 219            | 0                | Monte Wilmot            | 171     |
| 336     | CAN-52  | 19    | Isla Meighen              | Nunavut                            | 955        | 188            | 0                | Campo de hielo Meighen  | 268     |
| 383     | CAN-59  | 20    | Isla Brock                | Territorios del Noroeste           | 764        | 174            | 0                | Punto innombrado        | 67      |
| 421     | CAN-61  | 21    | Isla King Christian       | Nunavut                            | 645        | 116            | 0                | Montañas King Christian | 165     |
| 454     | CAN-64  | 22    | Isla North Kent           | Nunavut                            | 590        | 122            | 0                | Punto innombrado        | 600     |
| 467     | CAN-65  | 23    | Isla Emerald              | Nunavut                            | 549        | 117            | 0                | Punto innombrado        | 150     |
| —       | CAN-68  | 24    | Isla Alexander            | Nunavut                            | 484        | 129            | 0                |                         | 180     |
| —       | CAN-73  | 25    | Isla Massey               | Nunavut                            | 432        | 113            | 0                |                         | 210     |
| —       | CAN-78  | 26    | Isla Little Cornwallis    | Nunavut                            | 412        | 158            | 0                | Punto innombrado        | 130     |
| —       | CAN-85  | 27    | Isla Coburg               | Nunavut                            | 344        | 138            | 0                | Punto innombrado        | 823     |
| —       | CAN-87  | 28    | Isla Helena               | Nunavut                            | 326        | 98             | 0                |                         |         |
| —       | CAN-89  | 29    | Isla Stor                 | Nunavut                            | 313        | 79             | 0                | Punto innombrado        | 560     |
| —       | CAN-93  | 30    | Isla Baillie-Hamilton     | Nunavut                            | 290        | 74             | 0                | Punto innombrado        | 230     |
| —       | CAN-112 | 31    | Isla Griffith             | Nunavut                            | 189        | 63             | 0                |                         |         |
| —       | CAN-128 | 32    | Isla Hoved                | Nunavut                            | 158        | 55             | 0                | Punto innombrado        | 350     |
| —       | CAN-136 | 33    | Isla Lowther              | Nunavut                            | 145        | 58             | 0                |                         |         |
| —       | CAN-141 | 34    | Isla Buckingham           | Nunavut                            | 137        | 45             | 0                | Monte Windsor           | 150     |

## Glaciares y casquetes de hielo
En el año 2000 se estimó que las islas de la Reina Isabel estaban cubiertas por unos 104 000 km² (40 154,4 mi²) glaciares que representan cerca del 14% de todos los glaciares y casquetes de hielo del mundo. Según un informe de 2011, el balance de masa de los glaciares de cuatro de ellos, el casquete de hielo Devon medía 1699 km² (656 mi²). (sólo en el sector noroeste); el casquete de hielo Meighen medía 75 km² (29,0 mi²); el casquete de hielo Melville Sur medía 52 km² (20,1 mi²) y el glaciar White, Isla Axel Heiberg medía 39 km² (15,1 mi²). El tamaño de estos glaciares se ha medido desde 1961 y sus resultados se han publicado en revistas tan distinguidas como los Annals of Glaciology (Anales de Glaciología) de la International Glaciological Society (Sociedad Internacional de Glaciología).
De los cuatro casquetes de hielo que el Programa de Geociencia del Cambio Climático del gobierno federal, Sector de Ciencias de la Tierra (ESS), monitorea in situ en el Alto Ártico canadiense, tres están en las Islas Reina Isabel: Devon, Meighen y Melville. En un memorándum dirigido al Sector de Ciencias de la Tierra (ESS) en el Alto Ártico de Canadá se indica que la reducción de los casquetes de hielo comenzó a finales de la década de 1980 y se ha acelerado rápidamente desde 2005", dice un memorándum de octubre de 2013 dirigido al viceministro del departamento de Recursos Naturales de Canadá (NRCan), que depende del ministro federal de Recursos Naturales Joe Oliver. El aumento de la tasa de deshielo fue confirmado por la Universidad de California, Irvine en 2017.
El análisis informático de un inventario de glaciares de la isla Axel Heiberg se realizó en la década de 1960. Los inventarios posteriores del World Glacier Monitoring Service (Servicio Mundial de Vigilancia de Glaciares) bajo la dirección del glaciólogo Fritz Müller, que trabajó en inventarios de glaciares a nivel internacional, incluyeron el glaciar de la isla Axel Heiberg.
Otros glaciares y casquetes de hielo en las islas Queen Elizabeth son el casquete de hielo Agassiz, el glaciar Benedict, el glaciar Disraeli, el glaciar Eugenie, el glaciar Gull, el glaciar Parrish, el glaciar Sven Hedin y el glaciar Turnabout.

## Población
Con una población de menos de 400 habitantes, las islas están prácticamente  deshabitadas. Sólo hay tres lugares permanentemente habitados en las islas. Los dos municipios son la aldea de Resolute (con una población de 198 habitantes según el censo canadiense de 2016), en la isla de Cornwallis, y Grise Fiord (población de 129 habitantes según el censo de 2016), en la isla de Ellesmere. Alert es una estación meteorológica atendida por Environment and Climate Change Canada, un laboratorio de vigilancia de la atmósfera del Global Atmosphere Watch en la isla de Ellesmere, y tiene también varios habitantes temporales debido a que está ubicada allí una estación de vigilancia de señales de las fuerzas militares canadienses. Eureka, una pequeña base de investigación en la isla de Ellesmere, tiene una población de cero habitantes pero al menos 8 empleados en rotación continua.

## Administración
Hasta 1999, las islas de la Reina Isabel formaban parte de la Región de Baffin de los Territorios del Noroeste.
Con la creación de Nunavut en 1999, todas las islas y fracciones de islas del archipiélago al este del 110° meridiano oeste 110° pasaron a formar parte de la Región de Qikiqtaaluk del nuevo territorio, que era la mayor parte del archipiélago. El resto permaneció en los desde entonces reducidos Territorios del Noroeste. La isla Borden, la isla Mackenzie King y la isla Melville se repartieron entre los dos territorios.
La isla del Príncipe Patricio, la isla Eglinton y la isla Esmeralda son las únicas islas notables que ahora forman parte por completo de los Territorios del Noroeste.
Por debajo del nivel del territorio, está el nivel municipal de la administración. En ese nivel, sólo hay dos municipios, Resolute y Grise Fiord, con una superficie agregada de 450 km² (173,7 mi²) (el 0,11 por ciento de la superficie de las islas de la Reina Isabel), pero con la mayor parte de la población del archipiélago (370 de 375). El 99,89 por ciento restante es área no incorporada, con una población censada en 2006 de cinco personas, todas ellas en Alert.